# Општина Врапчиште
Општина Врапчиште је једна од 9 општина Полошког региона у Северној Македонији. Седиште општине је истоимено село Врапчиште.

## Положај
Општина Врапчиште налази се у северозападном делу Северне Македоније и погранична је према Србији на западу. Са других страна налазе се друге општине Северне Македоније:
- север — Општина Боговиње
- исток — Општина Брвеница
- југ — Општина Гостивар

## Природне одлике
Рељеф: Општина Врапчиште обухвата западни део плодне и густо насељене Полошке котлине и суседне висове западно од ње. На југозападу општине се налази планина Враца, а на северозападу Шар Планина.
Клима у нижем делу општине влада умерено континентална клима, а у вишем делу влада њена оштрија варијанта.
Воде: Најважнији ток у општини је река Вардар, гранична на истоку. Сви мањи водотоци су њене притоке.

## Становништво
Општина Врапчиште имала је по последњем попису из 2002. г. 25.399 ст., од чега у седишту општине, селу Врапчишту, 4.874 ст. (19%). Општина је густо насељена.
Национални састав по попису из 2002. године био је:
|           | Број   | Постотак |
| Укупно    | 25.399 | 100%     |
| Албанци   | 21.101 | 83,1%    |
| Турци     | 3.134  | 12,3%    |
| Македонци | 1.041  | 4,1%     |
| остали    | 123    | 0,5%     |

## Насељена места
У општини постоје 15 насељена места, сва са статусом села:
| - Врапчиште - Врановци - Галате - Градец - Горјане | - Добри Дол - Ђурђевиште - Зубовце - Калиште - Ломница | - Неготино - Ново Село - Пожарање - Сенокос - Топлица |  |